# Андрьеш, Александру
Алекса́ндру А́ндрьеш (рум. Alexandru Andrieș) (род. 13 октября 1954, Брашов) — известный румынский музыкант, композитор, исполнитель произведений стилей блюз / джаз / фолк, а также архитектор, писатель,
поэт, переводчик, живописец и график.
Обучался в институте архитектуры «Ион Минку» (1980).
Профессор Доктор Института архитектуры «Ион Минку».
Дебютировал в качестве солиста в 1974 — Club A, на сцене с 1979 — Фестиваль джаза и рока в г.
Брашов, с группой Basorelief. Дебютный альбом был издан в 1984 фирмой en:Electrecord (альбом «Interioare» («Интерьеры»)).
В активе исполнителя насчитывается более 3100 концертов (данные по состоянию на 2002 год).

## Музыка для фильмов
- ''Немая свадьба'' en:Silent Wedding , ro:Nunta mută (2008)

## Произведения  архитектуры ,работы в  живопрси и графике
- В ожидании Марии (1991)
- (С днём рождения Дилан) (1991)
- Одна дома (1992)
- Лепесток (2009), Издательство Vellant
- Дизайн и архитектура (2009), Издательство Vellant

## Член
- Союз Архитекторов Румынии (с 1980)
- Союз писателей Румынии (с 1994)
- D.D.A. / Союз композиторов и музыкантов Румынии (рум. ro:Uniunea Compozitorilor și Muzicologilor din România) (с 1994)
- Ассоциация журналистов Румынии

## Награды
Президент Румынии (Ион Илиеску) вручил Александру Андрьешу 10 декабря 2004 года  Орден за заслуги в области культуры (рум. ro:Ordinul Meritul Cultural) - степени "Кавалер Категории B — "Музыка", с формулировкой за выдающийся вклад в художественную деятельность и
распространение культуры  в нашей стране, содействовие изучению румынской истории и цивилизации.

## Дискография
- Interioare (1984)
- Interiors (1985)
- Country & Western Greatest Hits III (1986)
- Rock'n Roll (1987)
- Despre distanțe (1988)
- Trei oglinzi (1989)
- Interzis (1990)
- Azi (1991)
- Așteptînd-o pe Maria (1991)
- Pofta vine mîncînd (1992)
- Vecinele mele 1, 2, 3 (1992)
- Cît de departe (1993)
- Nimic nou pe frontul de Est (1993)
- Nimic nou pe frontul de Est (single 1993)
- Decembrie / Vis cu îngeri (1993)
- Slow burning down (1994)
- Alexandru Andrieș (1994)
- Ultima repetiție (1995)
- Hocus Pocus (1995)
- Balaurul verde / Tarom blues (1995)
- La mulți ani 1996 (1995)
- Albumul alb (1996)
- Acasă (1996)
- Tăcerile din piept (1996)
- Ungra (1996)
- În concert (1997)
- Singur, singur, singur, singur (1997)
- Verde-n față (1998)
- Culori secrete (1998)
- Alb-negru (1999)
- Texterioare (1999)
- Cîntece pentru prințesă (1999)
- Watercolours (1999)
- Vreme rea (2000)
- Bingo România (2000)
- La mulți ani, Bob Dylan (2001)
- Pe viu (2001)
- Fără titlu (2001)
- Muzică de divorț (2001)
- Cîntece de-a gata (2002)
- Blues expert (2003)
- 50/30/20 (2004)
- 50/30/20 (DVD 2004) [3]
- Comandă specială (2005)
- Tandrețuri (DVD 2005)
- Ediție specială (DVD + CD 2006)
- Nimic nu iese-așa cum vrei (2006)
- Legiunea străină soundtrack (2007)
- Videoarhiva (DVD 2007)
- Petală (2009)

## Внешние ссылки
- Официальный сайт Архивная копия от 20 июня 2017 на Wayback Machine
- Поэзия и проза Архивная копия от 14 июня 2017 на Wayback Machine (рум.)
- Soi bun! (недоступная ссылка), 4 septembrie 2006, Dana Andronie, Jurnalul Național (рум.)
- Arhitectul (недоступная ссылка), 3 aprilie 2005, Catalin Pruteanu, Jurnalul Național (рум.)

Интервью
- "Sper sa ne fie mai bine tuturor" Архивная копия от 5 июля 2017 на Wayback Machine, Corina Pavel, Formula AS - anul 1998, numărul 342
- "Muzica inseamna in primul rand sa comunici cu oamenii" Архивная копия от 1 августа 2017 на Wayback Machine, Formula AS - anul 2002, numărul 496
- Blues de toamna si "La multi ani! Архивная копия от 13 марта 2017 на Wayback Machine, Formula AS - anul 2003, numărul 586
- Excursie printre amintiri Архивная копия от 5 марта 2016 на Wayback Machine, Formula AS - anul 2004, numărul 616
- "Imi place sa cant, sa desenez, sa le predau studentilor . de la Universitatea  de arhitectura, iar uneori, chiar imi ies bine toate aceste lucruri" Архивная копия от 1 августа 2017 на Wayback Machine, Corina Pavel, Formula AS - anul 2007, numărul 767
- andries-10344 La aniversare: Alexandru Andries (недоступная ссылка), Corina Pavel, Formula AS - anul 2008, numărul 841
- _Nu_vreau_sa_fiu_folosit_de_televiziune_sub_nicio_forma_0_486551948.html VIDEO  Alexandru Andrieș: Nu vreau să fiu folosit de televiziune sub nicio formă (недоступная ссылка), 24 mai 2011, Silvana Chiujdea, Adevărul
- Artistul_este_privit_ca_personaj_de_circ_0_486551904.html VIDEO Alexandru Andrieș: „Artistul este privit ca personaj de circ“ (недоступная ссылка), 25 mai 2011, Silvana Chiujdea, Adevărul
- -profesor_0_530347319.html Alexandru Andrieș, muzician, poet, arhitect,  profesor: „Am refuzat să-nvăț tabla-nmulțirii“ (недоступная ссылка), 5 august 2011, Carmen Constantin, Adevărul